# Killoran Niall
Niall Killoran (sinh ngày 7 tháng 4 năm 1992) là một cầu thủ bóng đá người Nhật Bản.

## Sự nghiệp câu lạc bộ
Niall Killoran đã từng chơi cho Tokyo Verdy, Giravanz Kitakyushu và Matsumoto Yamaga FC.